# Stoyan Kitov
Stoyan Kirilov Kitov (Sófia, 27 de agosto de 1938) é um ex-futebolista profissional e treinador búlgaro, que atuava como meia.

## Carreira
Stoyan Kitov fez parte do elenco da Seleção Búlgara na Copa do Mundo de 1962 e 1966. 